# Protexarnis aucta
Protexarnis aucta là một loài bướm đêm trong họ Noctuidae.